# Салах Межри
Салах Межри (енгл. Salah Mejri; Џендуба, 15. јун 1986) је кошаркаш из Туниса. Игра на позицији центра.

## Каријера
Каријеру је почео у родном Тунису где је наступао за екипу Сахела, одакле је 2010. године дошао у белгијске Антверп џајантсе. Након две сезоне у Антверпу, у лето 2012. прелази у шпански Обрадоиро. Након добрих партија у Обрадоиру, у јулу 2013. прелази у Реал Мадрид. Межри је тако постао први играч из Туниса у историји Реал Мадрида и Евролиге. За две сезоне у екипи Реала је освојио по једну Евролигу и АЦБ лигу као и по два Купа и Суперкупа Шпаније.
Крајем јула 2015. потписује уговор са Далас мавериксима, и тако постаје први Тунишанин у историји НБА. Межри је у Даласу провео наредне четири сезоне. Углавном је био резерва и у просеку је играо 12 минута по утакмици, а постизао је 3,4 поена по мечу. У октобру 2019. се вратио у Реал Мадрид.
Межри је члан репрезентације Туниса. Са националним тимом је освојио златну медаљу на Афричком првенству 2011, а са истог такмичења има и две бронзане медаље 2009. и 2015. године. Са Тунисом је наступао и на Олимпијским играма 2012. у Лондону као и на Светским првенствима 2010. у Турској и 2019. у Кини.

## Успеси

### Клупски
- Реал Мадрид:
  - Евролига (1): 2014/15.
  - Првенство Шпаније (1): 2014/15.
  - Куп Шпаније (3): 2014, 2015, 2020.
  - Суперкуп Шпаније (2): 2013, 2014.

### Репрезентативни
- Афричко првенство:
  -  2011.
  -  2009, 2015.